# Greydon Square

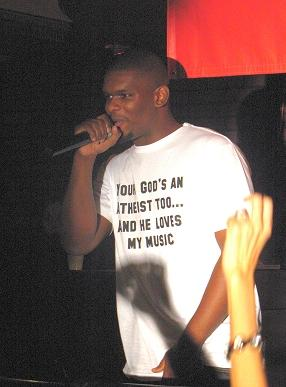
Greydon Square (2007)

Greydon Square (* 28. September 1981 in Los Angeles, Kalifornien; bürgerlich Eddie Collins) ist ein US-amerikanischer Musiker des Hip-Hop. Bekanntheit erlangte er durch sein Engagement für den Atheismus.

## Leben
Eddie Collins wuchs in Compton, Kalifornien auf. Er diente im Irakkrieg. Nach seiner Rückkehr studierte er Physik in Phoenix, Arizona. Zur gleichen Zeit entdeckte er die Widersprüche der Religion und bekam immer größere Zweifel an seinem bisherigen Weltbild. Er wurde überzeugter Atheist und veröffentlichte kritische Videos auf YouTube. Zu seinen Musikanhängern gehören Penn Jillette und Richard Dawkins.

## Werk (Auswahl)
- Absolute (2004)
- The Compton Effect (2007)
- The C.P.T. Theorem (2008)
- The Kardashev Scale (2009)

| Personendaten    | Personendaten                    |
| ---------------- | -------------------------------- |
| NAME             | Square, Greydon                  |
| ALTERNATIVNAMEN  | Collins, Eddie (wirklicher Name) |
| KURZBESCHREIBUNG | US-amerikanischer Rapper         |
| GEBURTSDATUM     | 20. Jahrhundert                  |
| GEBURTSORT       | Los Angeles                      |